# Catocala purpurea
Catocala purpurea là một loài bướm đêm trong họ Erebidae.